# Western & Southern Open 2023
Western & Southern Open 2023 — тенісний турнір, що проходив на кортах з твердим покриттям у місті Мейсон, США з 14 до 20 серпня. Належав до категорій ATP Masters 1000 та WTA 1000, був турніром серії Мастерс Цинциннаті 2023 року.

## Фінальна частина

### Чоловіки, одиночний розряд
Новак Джокович —  Карлос Алькарас 5–7, 7–6(9–7), 7–6(7–4)

### Жінки, одиночний розряд
Коко Гофф —  Кароліна Мухова 6–3, 6–4

### Чоловіки, парний розряд
Максімо Гонсалес /  Андрес Мольтені —  Джеймі Маррей /  Майкл Вінус 3–6, 6–1, [11–9]

### Жінки, парний розряд
Алісія Паркс /  Тейлор Таунсенд —  Ніколь Меліхар /  Еллен Перес 6–7(1–7), 6–4, [10–6]